# شيمب هاورد
سمويل هورويتز (بالإنجليزية: Shemp Howard)‏ (11 مارس 1895 - 22 نوفمبر 1955) معروفة مهنيا باسم شيمب هوارد، ممثل وكوميدي أمريكي، اتى اسم «شيمب» من طريقة لفظ أمه ل«سام» بلهجة يديشية ثقيلة.

## روابط خارجية
- شيمب هاورد على موقع IMDb (الإنجليزية)
- شيمب هاورد على موقع الموسوعة البريطانية (الإنجليزية)
- شيمب هاورد على موقع ألو سيني (الفرنسية)
- شيمب هاورد على موقع تيرنر كلاسيك موفيز (الإنجليزية)
- شيمب هاورد على موقع أول موفي (الإنجليزية)
- شيمب هاورد على موقع قاعدة بيانات برودواي على الإنترنت (الإنجليزية)
- شيمب هاورد على موقع قاعدة بيانات الأفلام السويدية (السويدية)
- شيمب هاورد على موقع إن إن دي بي (الإنجليزية)
- شيمب هاورد على موقع قاعدة بيانات الفيلم (الإنجليزية)
- شيمب هاورد على موقع كينوبويسك (الروسية)
- صفحة شيمب هاورد من قبل حفيدات هوارد
- شيمب هاورد على موقع فايند أغريف